# Karaage

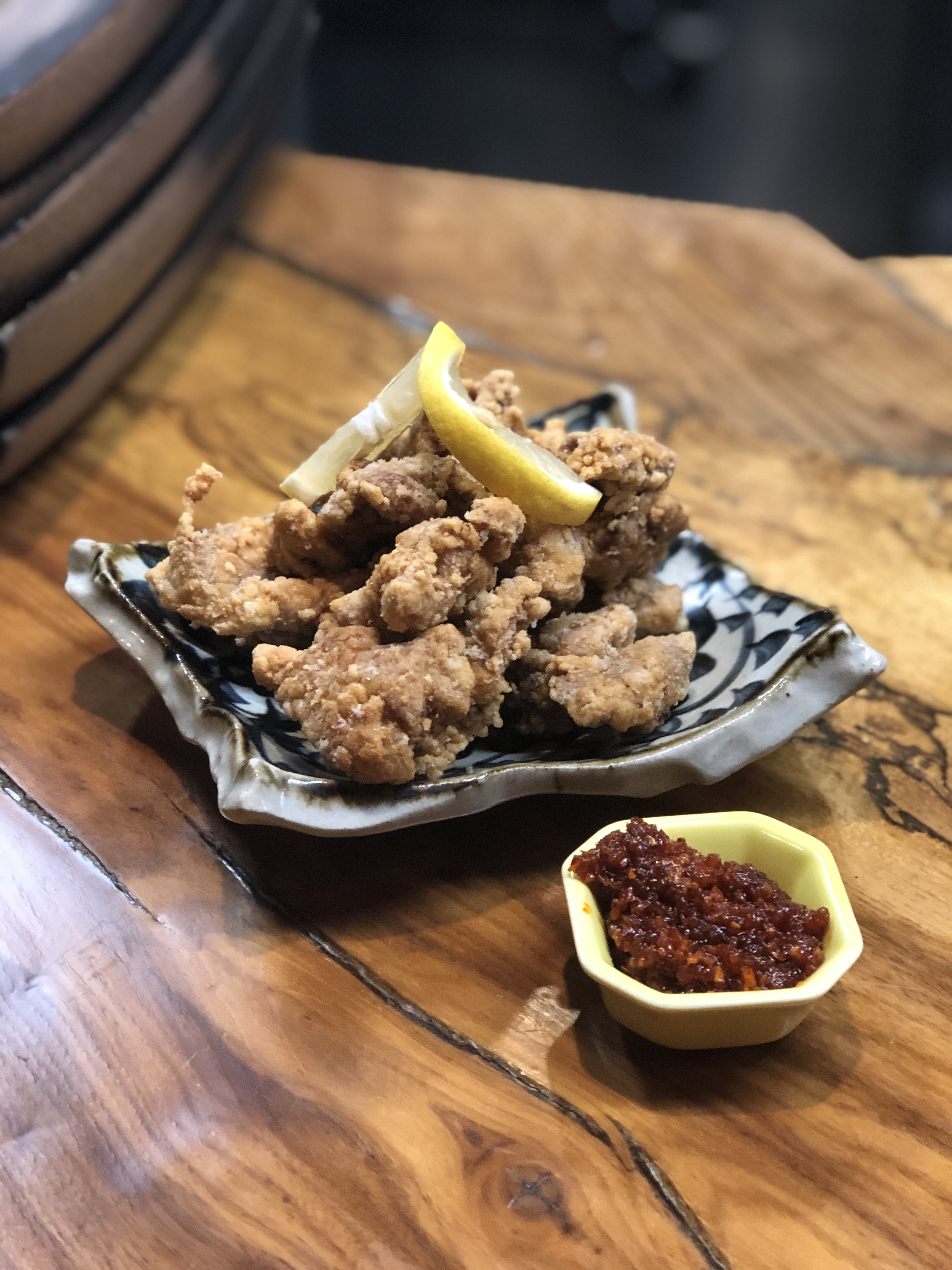
Pui karaage cu fulgi de chili

Karaage (唐揚げ 空揚げ or から揚げ? [kaɾaːɡe]) este o metodă de gătit din bucătăria japoneză prin care diferite ingrediente—cel mai adesea carne de pui, dar și alte cărnuri și pește—sunt prăjite în ulei. Procesul presupune acoperirea bucăților de carne cu un strat subțire de făină sau amidon de cartofi sau porumb, iar apoi prăjirea lor în ulei. Ingredientele sunt de obicei marinate înainte de acoperirea cu făină. Procesul diferă de tempura, metodă în care ingredientele nu sunt marinate și sunt acoperite cu aluat. Karaage este de obicei servit de sine stătător sau cu orez și varză tocată. O variantă populară de a consuma karaage este învelit în frunze de salată.

## Origine

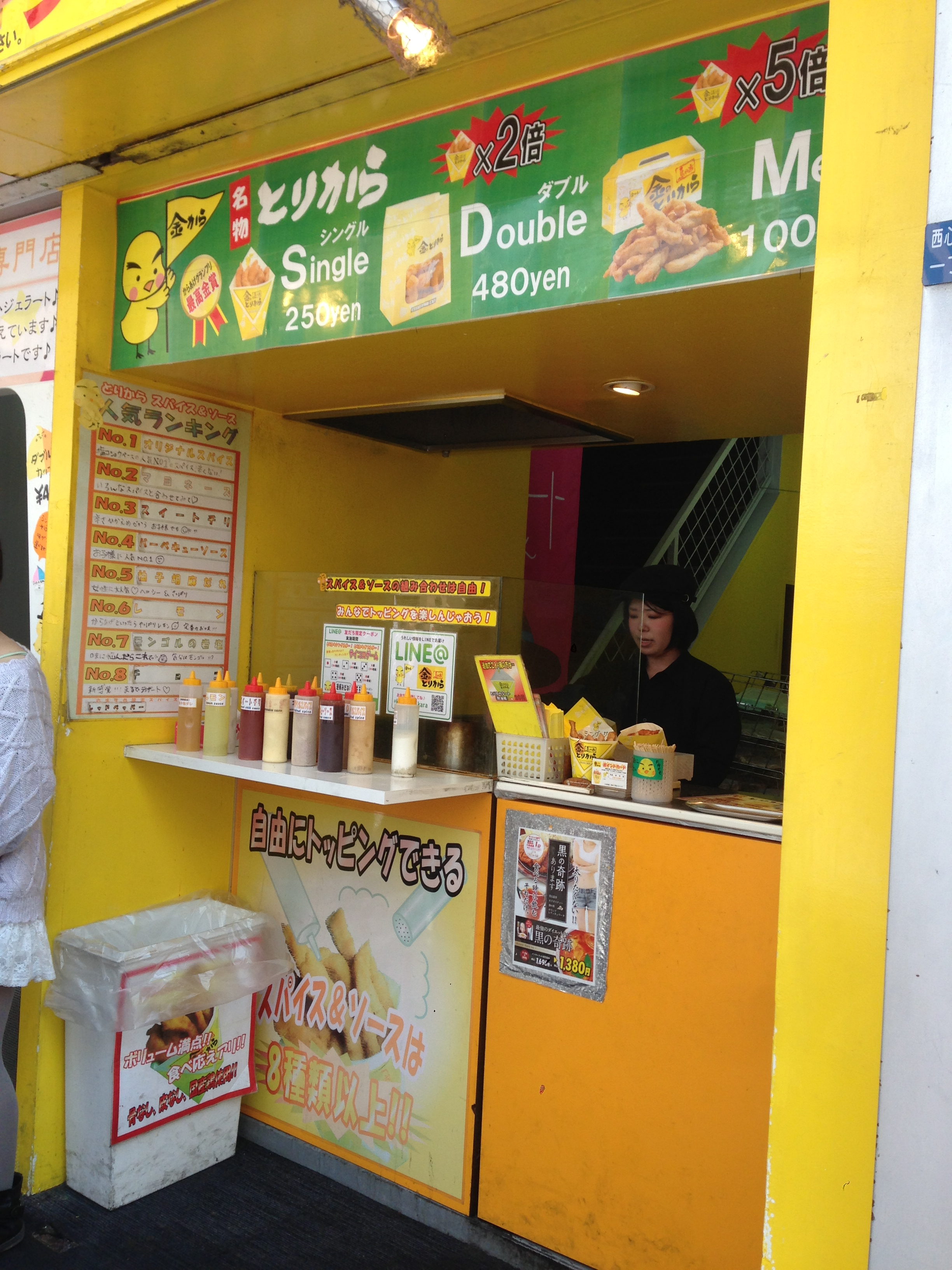
Un stand de karaage în Dōtonbori, Osaka

Se consideră că metoda karaage a fost popularizată în anii 1920 de restaurantul Toyoken din Beppu, Japonia. Metoda a fost creată pentru a găti în special carnea de pui și a devenit populară din cauza penuriei de alimente din Japonia după al Doilea Război Mondial. Puiul era deja foarte popular, dar era mai ușor de gătit prin metoda karaage și putea fi consumat într-un fel nou.
Acest stil de gătit este de asemenea întâlnit în bucătăria chineză, unde tofu este prăjit pentru mâncăruri vegetariene. Cu toate acestea, metoda de prăjire există de când tempura a apărut din perioada Edo din Japonia. Aceștia foloseau sos de soia și vin de orez, un proces similar cu stilul japonez karaage.
Din 1920, acest fel de mâncare s-a extins în toată Japonia. Karaage se referă de obicei la pui prăjit, deoarece acest ingredient a devenit varianta cea mai răspândită. Versiunea de pui gătit în stil karaage este de obicei disponibilă ca aliment fast-food în magazine precum Lawson, Family Mart și 7/11. Este de asemenea disponibilă la standuri cu mâncare în toată Japonia.
Atunci când ingredientele sunt acoperite cu amidon, metoda se numește Tatsuta-age. Tatsuta este numele unui râu, dar originea numelui metodei stă la baza unor teorii contradictorii.
Karaage este de asemenea disponibil la standuri și festivaluri în toată Japonia. Un astfel de festival este Festivalul Karaage organizat anual în Oita, unde participă peste 60 de magazine, fiecare oferind versiuni unice ale acestui fel de mâncare japonez.

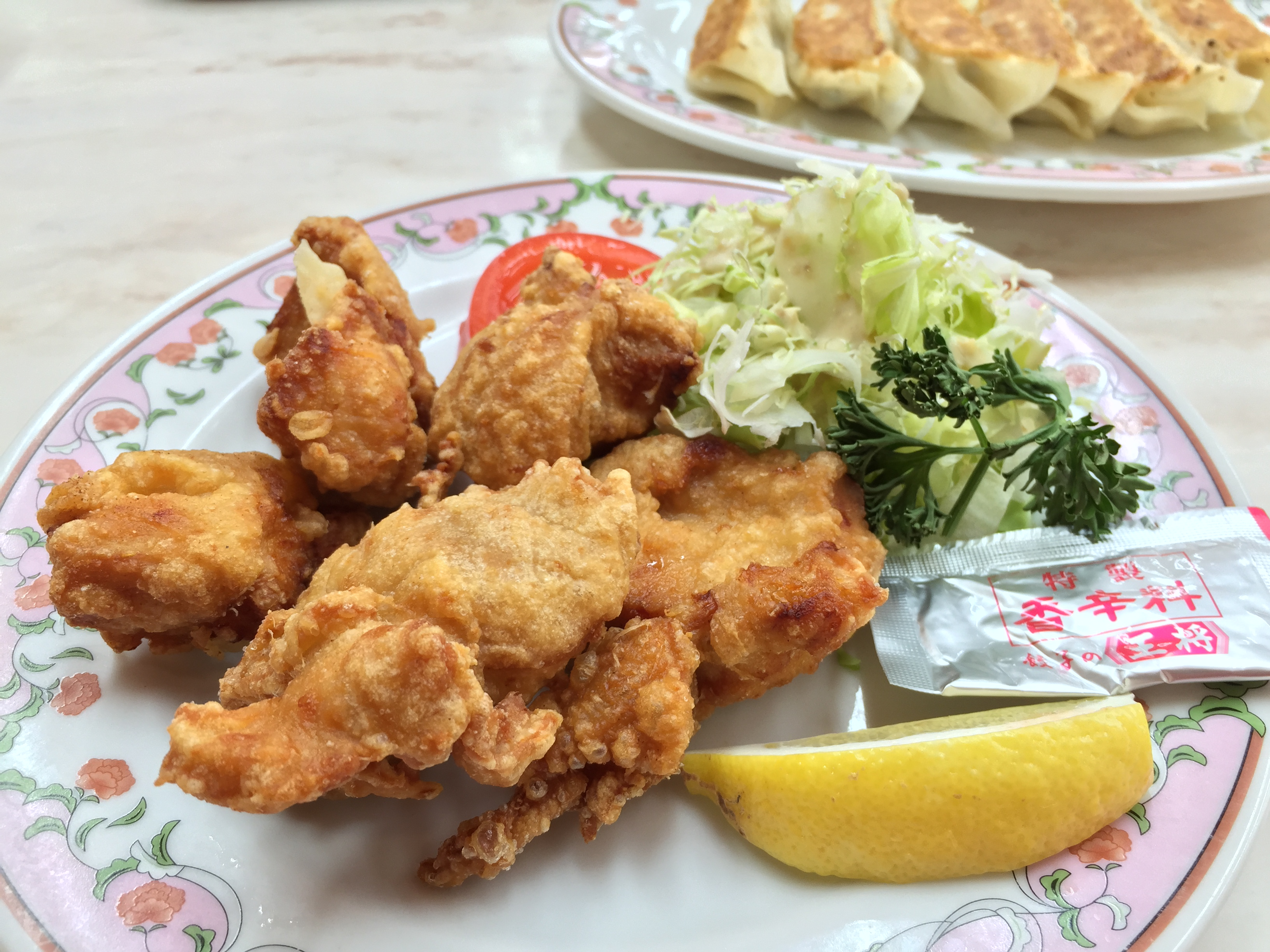
Pui karaage la Gyoza nu Ohsho
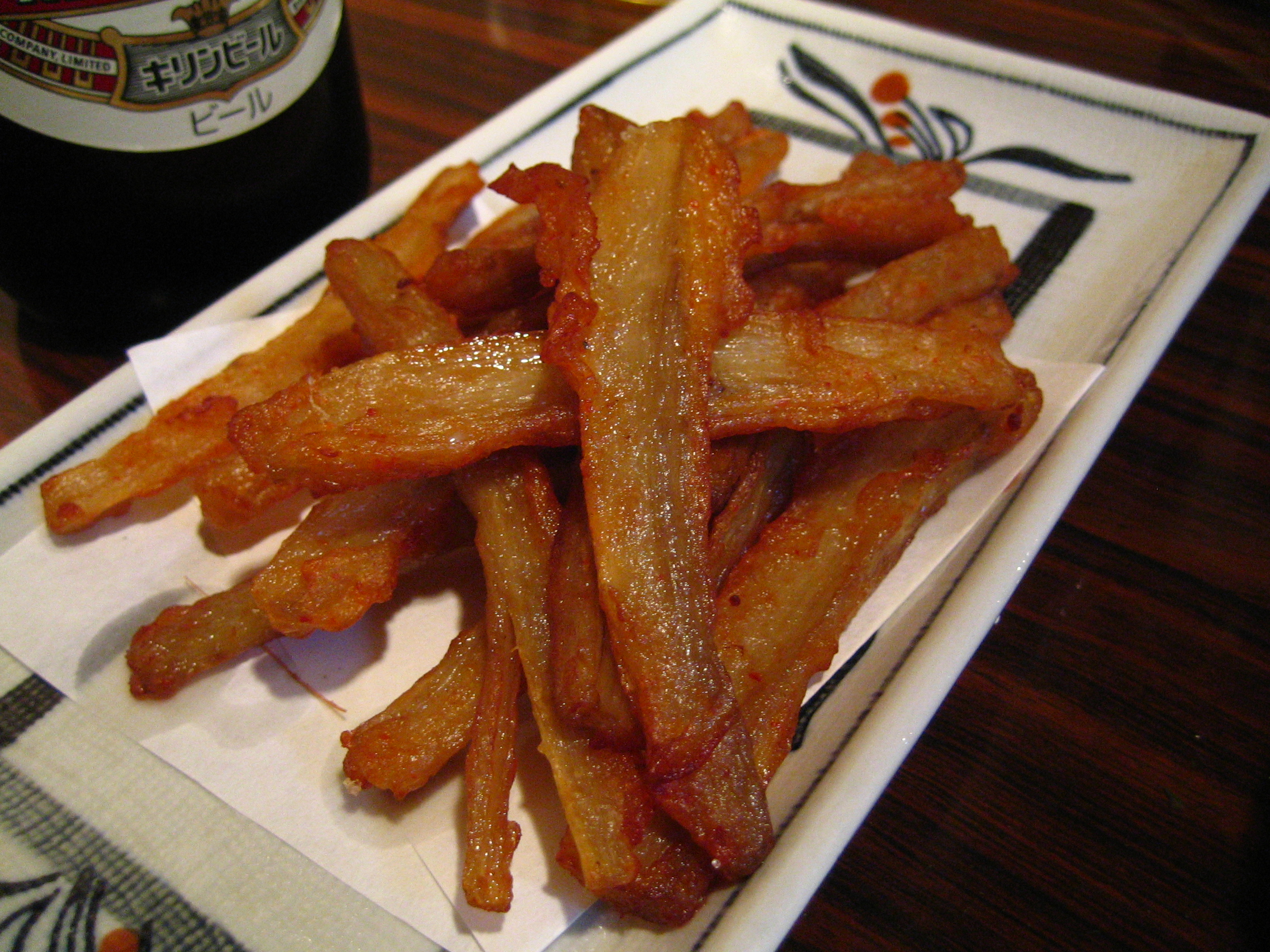
Gobo karaage
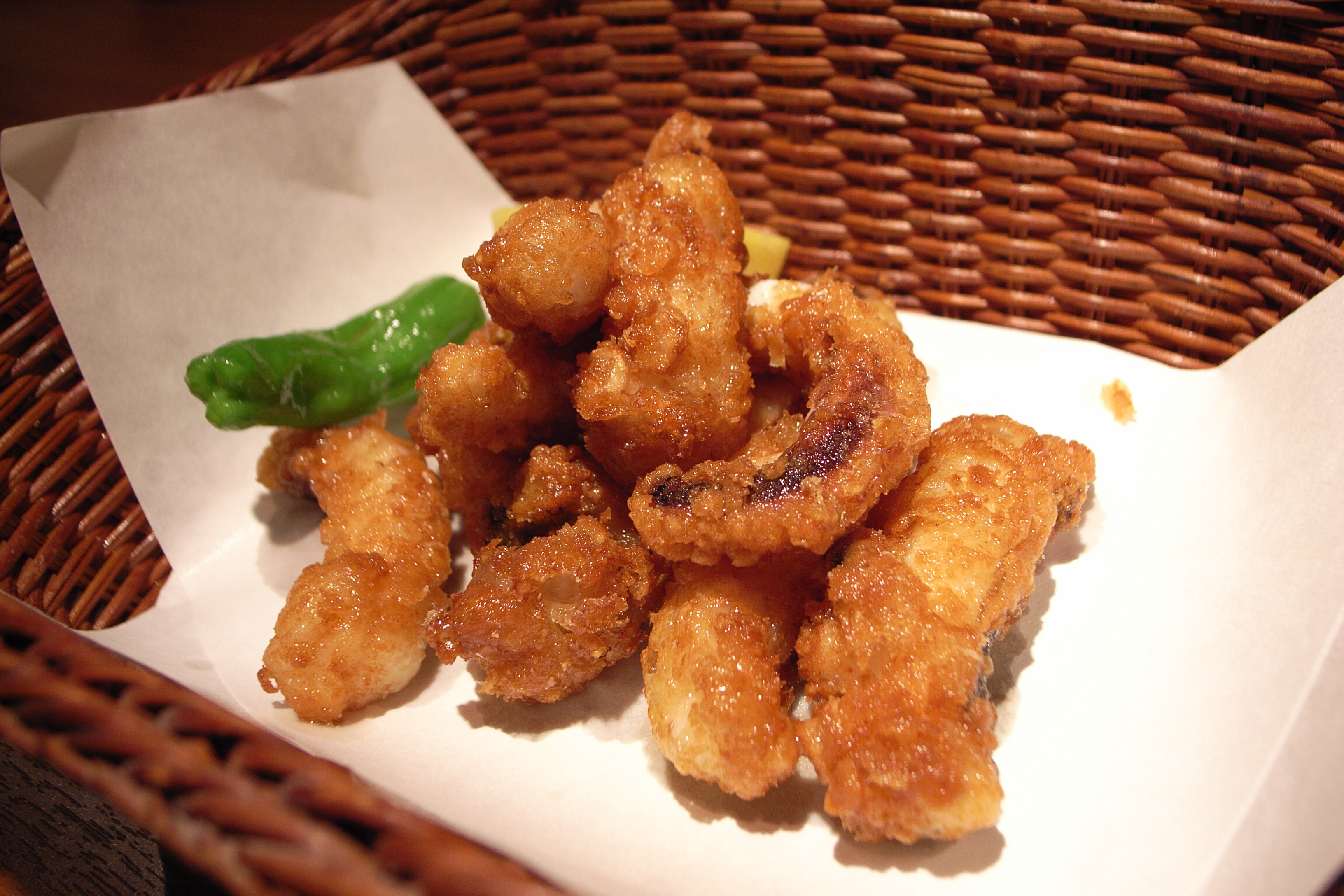
Caracatiță karaage
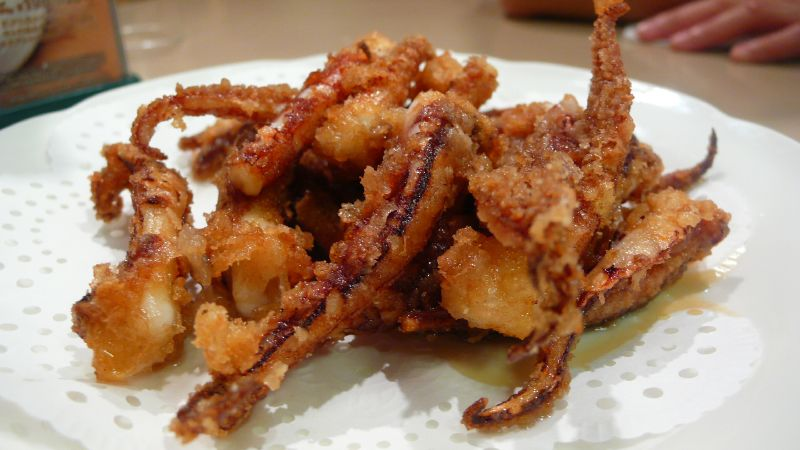
Calmar karaage
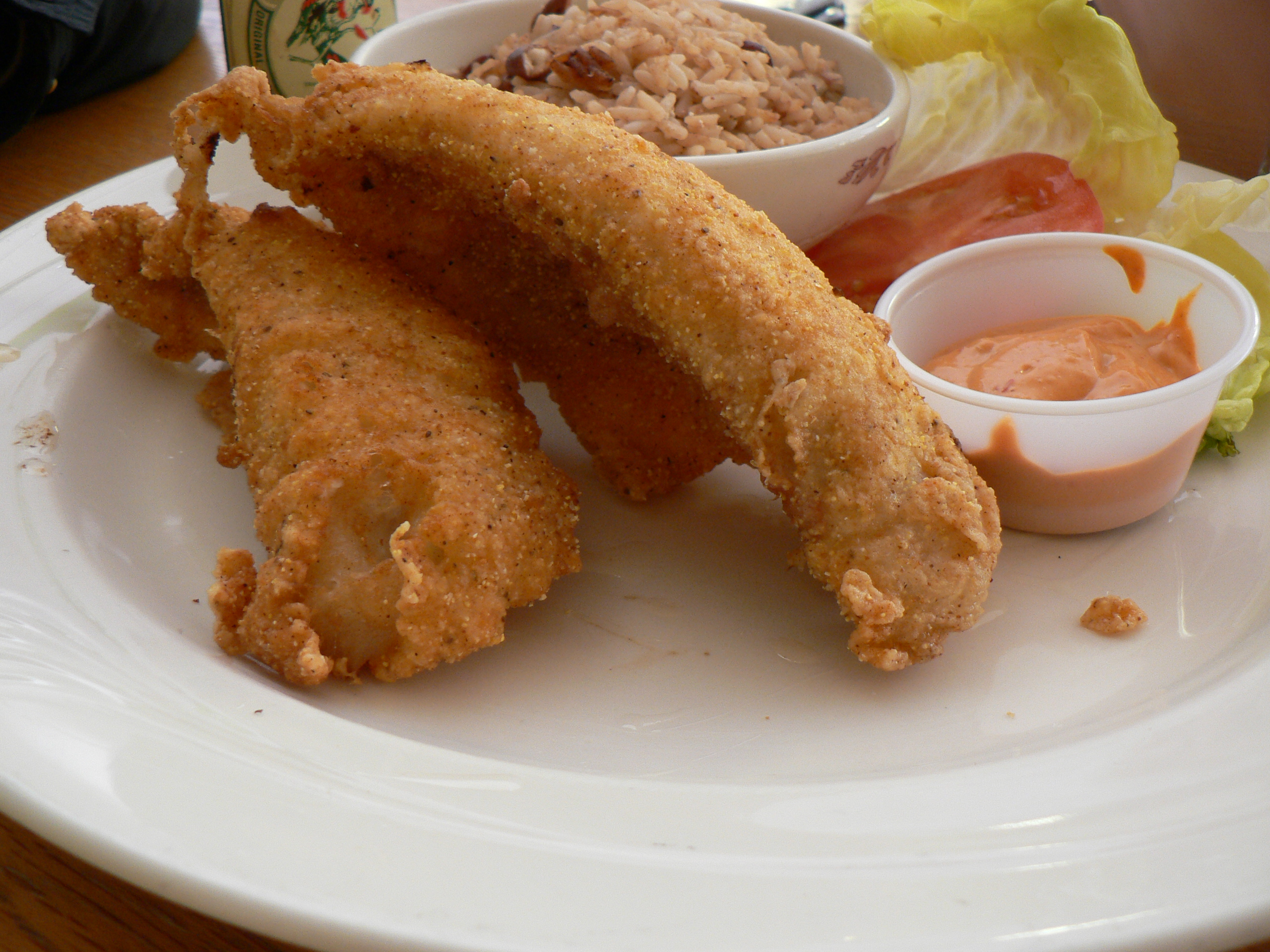
Biban karaage

## Karaage în mass-media
Karaage este un element de bază al bucătăriei japoneze și este menționat de mai multe ori în televiziune. Probabil cea mai notabilă apariție a fost în serialul anime/manga Shokugeki no Souma, în care un tânăr bucătar în devenire se ține de rădăcinile sale în prepararea mâncărurilor în restaurantul de familie.
O altă apariție care merită menționată a fost Anthony Bourdain. Bourdain a lăudat acest fel de mâncare japonez într-un interviu, menționând că mereu se oprește la Lawson pentru a cumpăra karaage când vizitează Japonia.

## Versiuni regionale de karaage

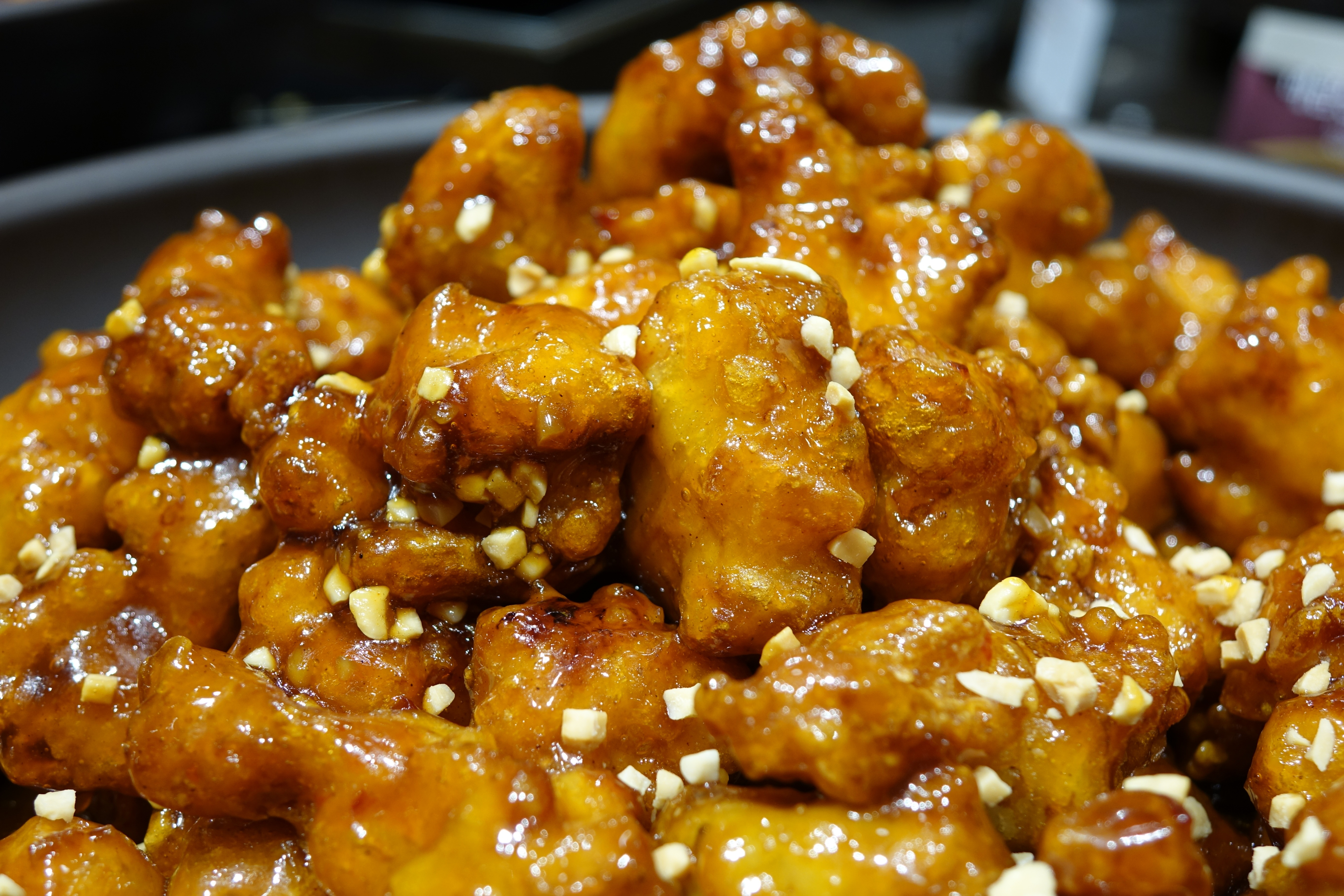
Dakgangjeong, un stil similar de pui prăjit consumat în Coreea.

Deoarece Karaage este răspândit în toată Japonia, există mai multe versiuni regionale ale acestui fel de mâncare. Câteva dintre cele mai notabile variante sunt:
- Zangi - versiunea de karaage din prefectura Hokkaido, preparată cu o marinadă specială și servită cu sos picant.
- Tebasaki - versiunea de karaage din Nagoya, preparată din aripioare de pui presărate cu semințe de susan și stropite cu un sos special.
- Toriten - versiunea de karaage din prefectura Oita, cu bucăți de carne acoperite cu făină de grâu, de multe ori folosite ca topping pentru tăiței udon.
- Pui nanban - versiunea de karaage din prefectura Miyazaki, înmuiată în oțet dulce și acoperită cu sos tartar.
- Gurukun nu kara-age - versiunea de karaage din prefectura Okinawa. Gurukun este peștele oficial și cel mai popular din Okinawa, adesea numit „pește banană”. Acesta este prăjit întreg și servit cu lămâie.
- Dakgangjeong[8] - versiunea coreeană, foarte asemănătoare cu karaage, dar de obicei preparată cu lapte și cu sos dulce/picant de soia, vin de orez, pastă de ardei iute roșu, miere și condimente.